# Sociaal-Liberale Partij
Sociaal-Liberale Partij (sv: Socialliberala partiet, SLP) är ett politiskt parti i Belgien. Partiet bildades när Folkunionen splittrades och gick i graven 2001. Partiet gick under namnet SPIRIT fram till 19 april 2008 och därefter temporärt VlaamsProgressieven. Partiet slogs samman med Groen 2009.
När dåvarande SPIRIT beslutade sig för att ingå valtekniskt samarbete med de flamländska socialdemokraterna valde den liberala falangen inom partiet att hoppa av till partiet Flamländska Liberaler och Demokrater. Valkartellen erövrade, i valet den 10 juni 2007, 14 av 150 mandat i representanthuset och 4 av 40 mandat i senaten.
Hösten 2008 upplöstes valkartellen efter diverse skandaler.

## Namnet
SPIRIT var en förkortning för:
- Sociaal (Social)
- Progressief (Progressiv)
- Internationaal (Internationell)
- Regionalistisch (Regionell)
- Integraal-democratisch (Totalt demokratisk)
- Toekomstgericht (Framtidsorienterat)